# Der Dänemark-Krimi
Der Dänemark-Krimi ist eine deutsche Kriminalfilmreihe, die seit Oktober 2021 in unregelmäßigen Abständen im Rahmen des „DonnerstagsKrimis im Ersten“ ausgestrahlt wird. Die Hauptrollen sind mit Marlene Morreis als Kommissarin Ida Sörensen, Nicki von Tempelhoff als Kommissar Magnus Vinter und Katharina Heyer in der Rolle der Kommissarin Frida Olsen besetzt.

## Episodenliste
| Nr. | Originaltitel            | Erstausstrahlung | Regie            | Drehbuch    | Zuschauer             |
| --- | ------------------------ | ---------------- | ---------------- | ----------- | --------------------- |
| 1   | Rauhnächte               | 14. Okt. 2021    | Christian Theede | Timo Berndt | 6,56 Mio. (23,2 % MA) |
| 2   | Blutlinie                | 13. Apr. 2023    | Katrin Schmidt   | Timo Berndt | 5,27 Mio. (19,7 % MA) |
| 3   | Das Mädchen im Kirchturm | 10. Okt. 2024    | Florian Schott   | Timo Berndt | 5,25 Mio. (23,0 % MA) |